# ブッシュマスター (装甲車)
ブッシュマスター防護機動車（Bushmaster Protected Mobility Vehicle）は、オーストラリアで開発された装輪装甲車（歩兵機動車、MRAP）である。
1999年に試作車が東ティモールに展開したのを皮切りにイラク戦争やアフガニスタン紛争に参加しており、実戦でIEDに対する耐性を実証している。
アメリカ軍のMRAP計画の車種としては最終的に選定されなかったが、開発国のオーストラリア陸軍および空軍のみならず、オランダ陸軍やイギリス陸軍などでも運用されている。
2014年には陸上自衛隊の装備として、中央即応集団中央即応連隊が海外での邦人救出活動に使用する車両として輸送防護車の名称で採用が決定した事が発表された（詳細は後述）。

## 概要
ブッシュマスターの原型になったのはアデレードにあるペリーエンジニアリング社が、アイルランドのティモニー・テクノロジー社の技術協力のもとで開発した車両で、このライセンス権を購入したタレス・オーストラリア社（旧ADI社）がベンディゴでさらなる改修を加えて完成した。その後オーストラリア陸軍が1998年に行った「ブッシュレンジャー」トライアルで南アフリカ共和国のタイパン装甲車に勝利して同軍に採用された。
ブッシュマスターは非装甲車両（ソフトスキン）である「ランドローバー・ペレンティー」の後継装備であり、兵員の防護輸送や哨戒を主任務としているため、基本的に兵員は戦闘前に下車させる。そのため軽装甲であり、オーストラリア陸軍に採用されているM113やASLAVのような装甲兵員輸送車や歩兵戦闘車のように乗車しての戦闘はあまり考慮されていない。

## 特徴
ブッシュマスターは北オーストラリアでの作戦に最適化された設計をしており、9名の兵士とその装備品を積載した状態で3日間行動可能な燃料と物資を積載することができる。設計段階では空調装置と飲料水冷却供給装置の両方が取り付けられる予定だったが、飲料水冷却供給装置についてはコスト削減のために取り外されている。ただし、配備後に兵士から不満が上がったため取り付けが再考されている。
歩兵輸送仕様の車両に関しては前方のハッチに5.56mmもしくは7.62mmの機関銃1丁もしくは「CROWS」リモート・ウェポン・ステーション1基、後方の2つの上部ハッチにはF89 ミニミのような5.56mm機関銃を1丁ずつ取り付けることが可能。
車体は装甲化され、7.62mm弾に対する耐弾性（STANAG 4569レベル1以上）を持ち、かつ爆風を逸らすV字型車体（Vハル）の底面を持つモノコック構造を採用することで、地雷やIEDに対して強い耐性を有している。
空輸に関しても考慮されており、C-130輸送機やC-17輸送機、Mi-26輸送ヘリコプターに積載することができる。

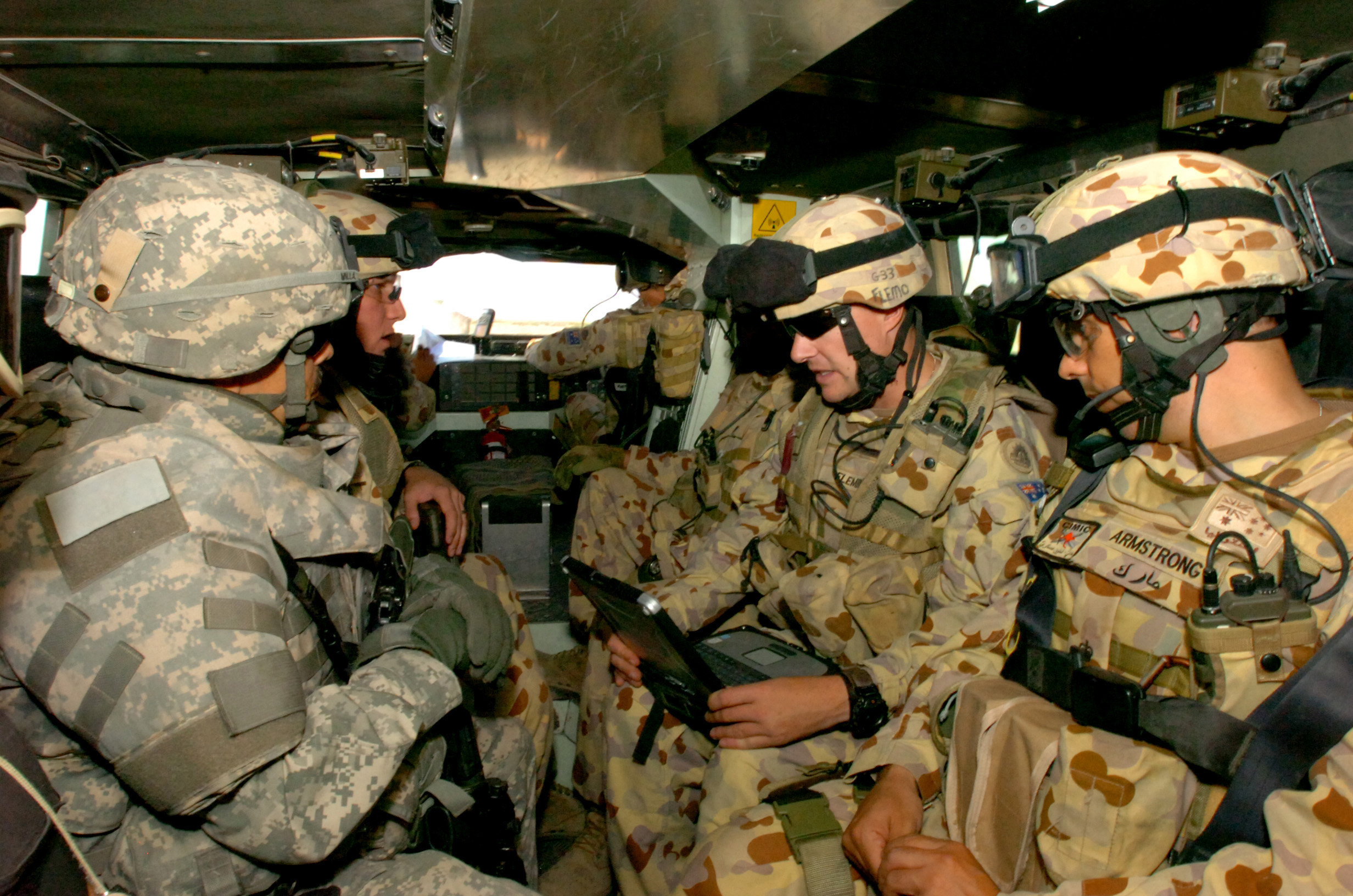
ブッシュマスターの車内

|          | ブッシュマスター | RG-33L   | クーガー HE | ディンゴ2 ラング |
| -------- | ---------------- | -------- | ----------- | ---------------- |
| 画像     |                  |          |             |                  |
| 全長     | 7.18m            | 8.50m    | 7.08m       | 6.08m            |
| 全幅     | 2.48m            | 2.40m    | 2.74m       | 2.39m            |
| 全高     | 2.65m            | 2.90m    | 2.64m       | 2.80m            |
| 重量     | 約 14.5t         | 約 26.3t | 約 17.2t    | 約 12.5t         |
| 最高速度 | 100km/h          | 108km/h  | 105km/h     | 100km/h          |
| 乗員数   | 10名             | 10名     | 12名        | 8名              |

## 運用国

### 現在の運用国

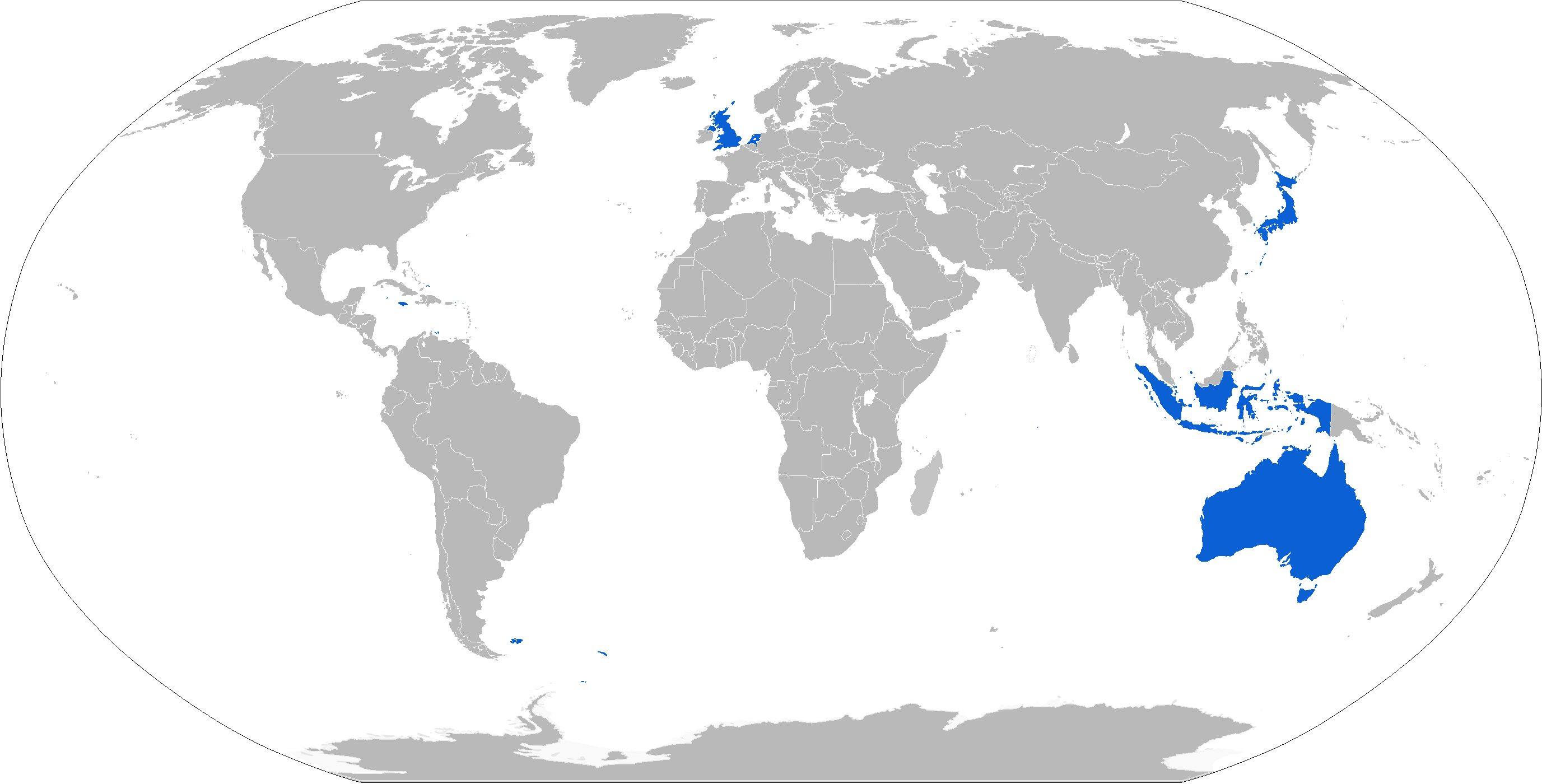

オーストラリア
1,052両を導入、運用している。
 イギリス
2008年に24両を購入。付加装甲、IED電子妨害装置、12.7mm重機関銃M2用のR-400（M101 CROWS） RWSを追加装備している。
 オランダ
2024年時点で、オランダ陸軍が92両のブッシュマスターIMVを保有。
 ジャマイカ
2013年12月、コマンドウの後継として12両を購入、2016年に完納された。2020年、6両を追加購入。2024年時点で、ジャマイカ国防軍が18両を保有。
 インドネシア
2014年に3両が納入。インドネシア陸軍特殊部隊で運用されている。
 日本
2014年3月に4両を購入。2016年にも4両を追加購入。
 ニュージーランド
2020年7月、43両を購入。2022年に納入予定。
 フィジー
2017年、オーストラリアから10両を中古購入した。内7両は国際連合兵力引き離し監視軍における平和維持活動に、3両はフィジー軍の訓練で使用される。
 ウクライナ
2022年、ロシアのウクライナ侵攻を受けてオーストラリア政府は90輌のブッシュマスターを供与した。

### 不採用国
フランス
VAB装甲車の後継としてブッシュマスターも検討されたが、最終的にVBMR グリフォンに決定した。
 カナダ
カナダ軍の「Tactical Armored Vehicle Program」で採用が検討されたが、小型車両を求めていたことから最終的にテキストロン TAPVに決定した。
 アメリカ合衆国
MRAP計画に向け、アメリカ合衆国のオシュコシュ社も製造権を有しており、アメリカ軍からの要望があれば製造を行う予定だったが落選した。

### オーストラリア
オーストラリア陸軍

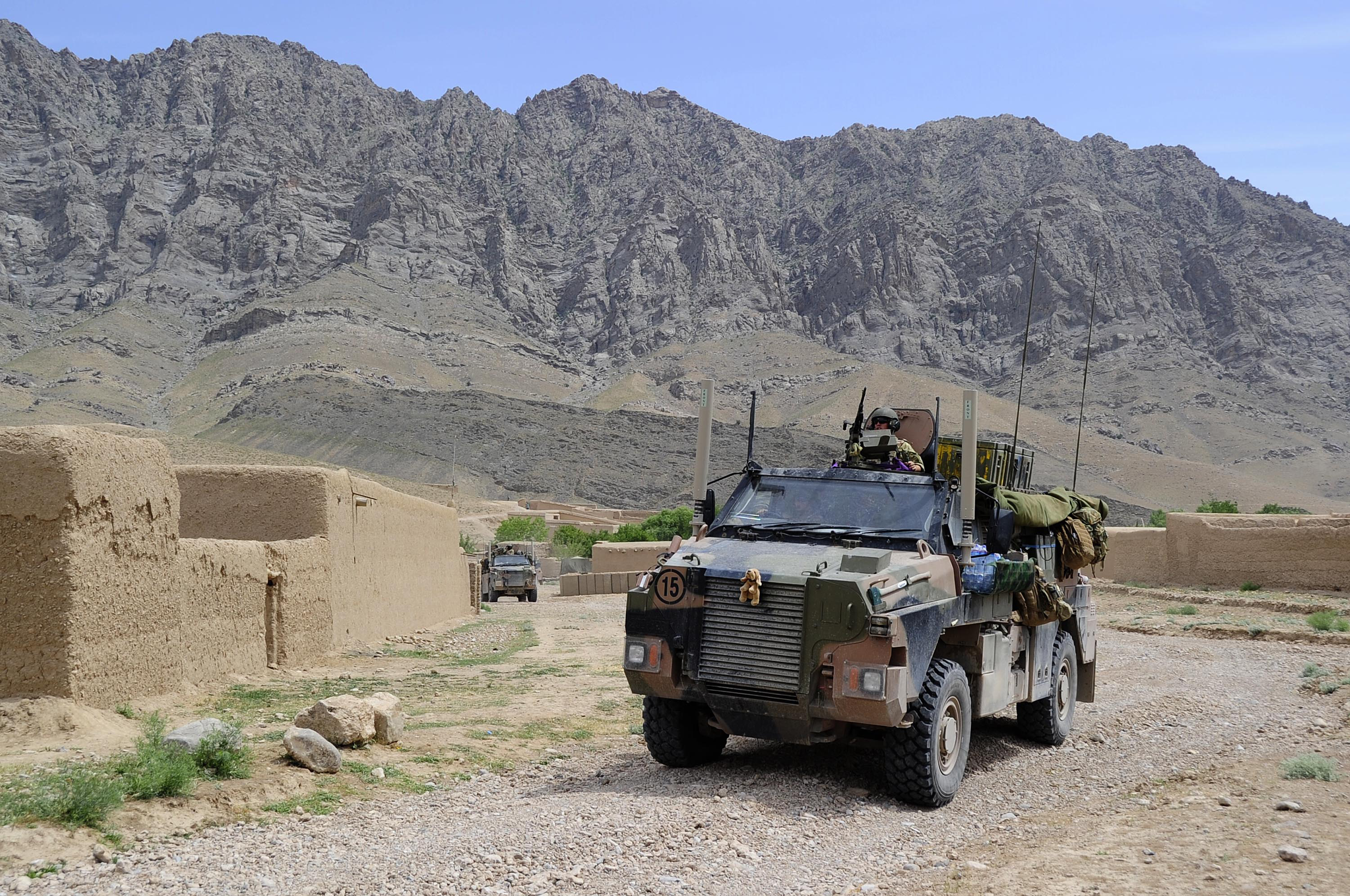
アフガニスタンに展開したブッシュマスター（2010年4月）

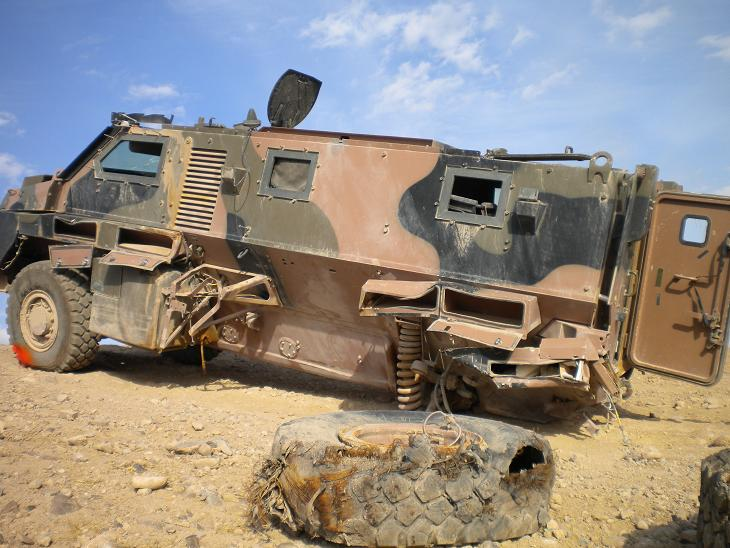
アフガニスタンでIED攻撃を受けたブッシュマスター。特徴的なVハル構造が確認できる

※王立オーストラリア連隊に所属する大隊は各旅団に分散配置されている。陸軍向けに1,052両が発注されている。
- 第1旅団
  - 王立オーストラリア連隊第5/7大隊（英語版）
- 第3旅団
  - 第3/4騎兵連隊 B中隊
- 第7旅団
  - 王立オーストラリア連隊第6大隊（英語版）
  - 王立オーストラリア連隊第8/9大隊（英語版）
  - 第7戦闘後方支援大隊
- 第12/16「ハンター・リバー・ランサーズ」（予備役部隊、1個中隊）
- 戦闘兵器訓練センター
- 陸軍兵站訓練センター

オーストラリア空軍
- 第1飛行場防衛中隊
- 第2飛行場防衛中隊

### 日本
日本政府は、2013年1月16日に発生したアルジェリア人質事件で邦人に10名の犠牲者を出したことを受け、同年11月15日に自衛隊法を改正し、自衛隊による邦人の陸上輸送を可能とした。これにより、国内では想定されていないIEDなどの脅威下における陸上輸送を行うことが可能な歩兵機動車（IMV）が必要となったため、防衛省は新装備である「輸送防護車」の購入を決定。2013年度（平成25年度）補正予算に4両分の予算を計上して海外の製品から選定を開始した。2014年4月にブッシュマスターの採用が決定したとの報道がなされ、調達情報にもタレス・オーストラリア社製であることが記載された。
その後、2015年3月に海外派遣や国内有事の際の緊急展開部隊である中央即応連隊の「誘導輸送隊」に配備され、2015年12月に実施された「平成27年度在外邦人等輸送訓練」で初めて公開された。
なお、ブッシュマスターは車幅が2.5m以下であるため公道走行時に許可申請が不要なことや、右ハンドルであるなどの日本で運用しやすいメリットがあるほか、航空自衛隊のC-130やC-2輸送機で空輸することも可能である。
| 予算計上年度         | 調達数  |
| -------------------- | ------- |
| 平成25年度（2013年） | 0両+4両 |
| 平成26年度（2014年） | 0両     |
| 平成27年度（2015年） | 0両     |
| 平成28年度（2016年） | 4両     |
| 合計                 | 8両     |

|          | 1/2tトラック | 1 1/2tトラック | 3 1/2tトラック | 高機動車  | 軽装甲機動車 | 96式装輪装甲車 | 輸送防護車 |
| -------- | ------------ | -------------- | -------------- | --------- | ------------ | -------------- | ---------- |
| 画像     |              |                |                |           |              |                |            |
| 全長     | 4.14 m       | 5.49 m         | 7.15 m         | 4.91 m    | 4.4 m        | 6.84 m         | 7.18 m     |
| 全幅     | 1.76 m       | 2.22 m         | 2.48 m         | 2.15 m    | 2.04 m       | 2.48 m         | 2.48 m     |
| 全高     | 1.97 m       | 2.56 m         | 3.08 m         | 2.24 m    | 1.85 m       | 1.85 m         | 2.65 m     |
| 重量     | 約 1.94 t    | 約 3.04 t      | 約 8.57 t      | 約 2.64 t | 約 4.5 t     | 約 14.5 t      | 約 14.5 t  |
| 最高速度 | 135 km/h     | 115 km/h       | 105 km/h       | 125 km/h  | 100 km/h     | 100 km/h       | 100 km/h   |
| 乗員数   | 6名          | 19名           | 22名           | 10名      | 4名          | 10名           | 10名       |